# Seznam francoskih atletov
Seznam francoskih atletov.

## A
- Christine Arron

## B
- Mehdi Baala
- Eunice Barber
- Romain Barras
- Marie-Julie Bonnin

## D
- Stephane Diaganá
- Ladji Doucouré
- Guy Drut
- Nicole Duclos

## F
- Sylvaine Felix

## G
- Jean Galfion
- Patricia Girard
- Amaury Golitin
- Pierre Gasly

## H
- Amandine Homo
- Muriel Hurtis

## I
- Damien Iehl

## J
- Lina Jacques-Sébastien
- Michel Jazy
- Prudent Joye

## K
- Naman Keita

## L
- Renaud Lavillenie

## M
- Pascal Maran
- Alex Menal
- Alain Mimoun
- Martial Mbandjock

## N
- Jean-Claude Nallet
- Maurice Norland

## P
- Marie-José Pérec
- Christian Plaziat

## R
- Basile Rolnin

## T
- Cheikh Touré